# Slåensø
Slåensø är en sjö i Sønderskov, en del av Silkeborgsskogarna i Danmark.   Den ligger i Silkeborgs kommun i Region Mittjylland. Slåensø ligger 25 meter över havet. Den avvattnar till Borre Sø.